# Leoninus (zeneszerző)
Leoninus (1135 körül – 1201 körül) zeneszerző.
A Notre-Dame-korszak meghatározó alakja, Perotinust megelőzően dolgozott a párizsi Notre-Dame-székesegyházban. Nevét – akárcsak Perotinusét – Anonymus IV említi kódexében.
Kétszólamú organumokat szerkesztett, melyek alsó szólamában a responzoriális ének szóló szakaszainak dallama található elnyújtott hangokkal, míg a fölső szólam a tulajdonképpeni Leoninus-kompozíció változatos és élénk ritmusú szólam. Ezekben a komponált szólamokban a ritmikának már meghatározott jellege, rendje (ordója) van.